# Лисогірка (Ізюмський район)
Лисогі́рка —  село в Україні, в Куньєвській сільській громаді Ізюмського району Харківської області. Населення становить 34 осіб.

## Географія
Село Лисогірка знаходиться на лівому березі річки Сіверський Донець, вище за течією на відстані 7 км розташоване село Довгалівка, нижче за течією примикає до села Щасливе. Русло річки звивисте, утворює стариці, лимани і заболочені озера. На відстані 3,5 км розташовані залізнична станція Діброво і автомобільна дорога E40 (М03).

## Населення
Згідно з переписом УРСР 1989 року чисельність наявного населення села становила 43 особи, з яких 20 чоловіків та 23 жінки.
За переписом населення України 2001 року в селі мешкали 34 особи.

### Мова
Розподіл населення за рідною мовою за даними перепису 2001 року:
| Мова       | Кількість | Відсоток |
| ---------- | --------- | -------- |
| українська | 26        | 76.47%   |
| російська  | 8         | 23.53%   |
| Усього     | 34        | 100%     |